# Драган Коновалов
Драган Коновалов (Светозарево, 25. јануар 1961), познатији по надимку  Кена, бивши је југословенски боксер ромског порекла, репрезентативац и заслужни спортиста СФРЈ.
Носилац је националног признања као освајач сребрне медаље на Европском првенству 1985. године у Будимпешти.

## Аматерска каријера
Каријеру је започео у боксерском клубу Каблови из тадашњег Светозарева за који је дебитовао јануара 1977. године.
Иако на почетку није показивао велики таленат, временом је постао најтрофејнији јагодински боксер. Половином 80-их година 20. века био је готово непобедив на домаћој сцени, а у том периоду бележи и најзначајније резултате у својој каријери од којих се издвајају:
- два пута првак државе у перолакој категорији (1982 и 1985)
- сребрна медаља на Балканском првенству (1983)
- сребрна медаља на Медитеранским играма (1983)
- освајач трофеја „Београдски победник“ (1984)
- освајач трофеја „Златна рукавица“ (1984)
- бронзана медаља на Балканском првенству (1985)
- освајач трофеја „Челична рукавица“ у Зеници (1985)
- освајач трофеја „Викиншка лампа“ у Стокхолму (1985)
- сребрна медаља на Европском првенству (1985)[3]
  - Осминафинала: Ларс Лунд Јенсен (Данска) 5-0
  - Четвртфинале: Роберт Гонци (Мађарска) 5-0
  - Полуфинале: Јари Гронрос (Финска) 4-1
  - Финале: Самсон Качатријан (СССР) 0-5
- сребрна медаља на Светском купу (1987)

Упркос бројним понудама да пређе у већи клуб, до краја каријере је остао веран свом матичном клубу.
У дресу „Каблова“ је одбоксовао 199 мечева, од којих је 185 добио, 11 изгубио и 3 боксовао нерешено.
По завршетку аматерске каријере 1988. године, отиснуо се међу професионалце.

## Професионална каријера
Коновалов је имао укупно 7 професионалних мечева, од којих је три победио (један нокаутом), три је изгубио (два нокаутом) и један меч је боксовао нерешено. Укупно је одбоксовао 36 професионалних рунди.
| 3 победе (1 нокаут), 3 пораза (2 нокаута), 1 нерешена |          |                   |                       |                       |       |
| Датум                                                 | Резултат | Противник         | Разлог                | Место                 | Рунда |
| 30/4/1988                                             | Победа   | Ђанквинто Версела | ТКО                   | Пјомбино, Италија     | 3     |
| 20/5/1988                                             | Пораз    | Бруно де Монтис   | ТКО (повреда)         | Рим, Италија          | 3     |
| 24/7/1988                                             | Нерешено | Бруно де Монтис   | Одлука судија (поени) | Рио ла Сардо, Италија | 6     |
| 7/10/1988                                             | Пораз    | Бруно де Монтис   | ТКО (повреда)         | Гросето, Италија      | 4     |
| 11/11/1988                                            | Победа   | Ђенаро ди Спирито | Одлука судија (поени) | Рим, Италија          | 6     |
| 4/3/1991                                              | Победа   | Жан Гомис         | Одлука судија (поени) | Крагујевац, СФРЈ      | 6     |
| 10/3/1997                                             | Пораз    | Рахим Мигналејев  | Одлука судија (поени) | Лвов, Украјина        | 8     |

## Занимљивости
Посебан куриозитет је да је био једини Југословен који је имао позитиван учинак у мечевима са представницима Кубе, најјаче силе у аматерском боксу.
Александар Коновалов, светски кадетски првак у кик-боксу 2010. године, је синовац Драгана Коновалова.